# Adrian R. Krainer
Adrian Robert Krainer es un bioquímico y genetista molecular uruguayo-estadounidense. Está a cargo de la cátedra de la Fundación St. Giles en el Laboratorio Cold Spring Harbor. 

## Biografía
Krainer nació en Montevideo, Uruguay en una familia judía de ascendencia húngara y rumana. Después de la guerra, el apellido original de su padre, Kreiner cambió a Krainer debido a un error administrativo cuando era un refugiado en Italia. Su familia era dueña de un pequeño negocio de cueros en Montevideo. Recibió una beca completa de la Universidad de Columbia y completó una licenciatura en Bioquímica en 1981. En 1986, obtuvo un título de Doctor en Filosofía en Bioquímica de Harvard.

## Carrera
Trabajó como profesor asistente de 1989 a 1990, profesor asociado de 1990 a 1994 y profesor desde 1994. Es miembro de la facultad de los programas de posgrado en Genética, Biología Molecular y Celular y Genética Molecular y Microbiología en la Universidad Estatal de Nueva York, Stony Brook. Krainer tiene la cátedra de la Fundación St. Giles en el Laboratorio Cold Spring Harbor. Sus antiguos alumnos incluyen a Ewan Birney.